# 례성강역
례성강역(禮成江驛)은 조선민주주의인민공화국 개성특별시 개풍구역(舊 경기도 개풍군 서면 전포리(錢浦里))에 있었던 토해선의 철도역이다. 1932년 9월 1일 토해선 개통 당시에는 있었으나, 6.25 이후 례성강철교가 파괴됨에 따라 제기능을 못하게 되어 폐역되었다.